# La Chapelle-sur-Aveyron
La Chapelle-sur-Aveyron ist eine französische Gemeinde mit 623 Einwohnern (Stand: 1. Januar 2022) im Département Loiret in der Region Centre-Val de Loire. Sie ist Teil des Kantons Lorris im Arrondissement Montargis. Die Einwohner werden Chapellois genannt.

## Geographie
La Chapelle-sur-Aveyron liegt etwa 70 Kilometer ostsüdöstlich von Orléans und am Aveyron. Umgeben wird La Chapelle-sur-Aveyron von den Nachbargemeinden Château-Renard im Norden und Nordosten, Melleroy im Nordosten, Saint-Maurice-sur-Aveyron im Osten und Südosten, Châtillon-Coligny im Süden sowie Montbouy im Westen.

## Bevölkerungsentwicklung
| 1962                       | 1968 | 1975 | 1982 | 1990 | 1999 | 2006 | 2018 |
| -------------------------- | ---- | ---- | ---- | ---- | ---- | ---- | ---- |
| 423                        | 377  | 329  | 323  | 361  | 392  | 471  | 630  |
| Quellen: Cassini und INSEE |      |      |      |      |      |      |      |

## Sehenswürdigkeiten
- Kirche Saint-Loup-et-Saint-Roch aus dem 11. Jahrhundert
- Schloss Les Ballus, 1820 erbaut
- Mühle von La Gravière

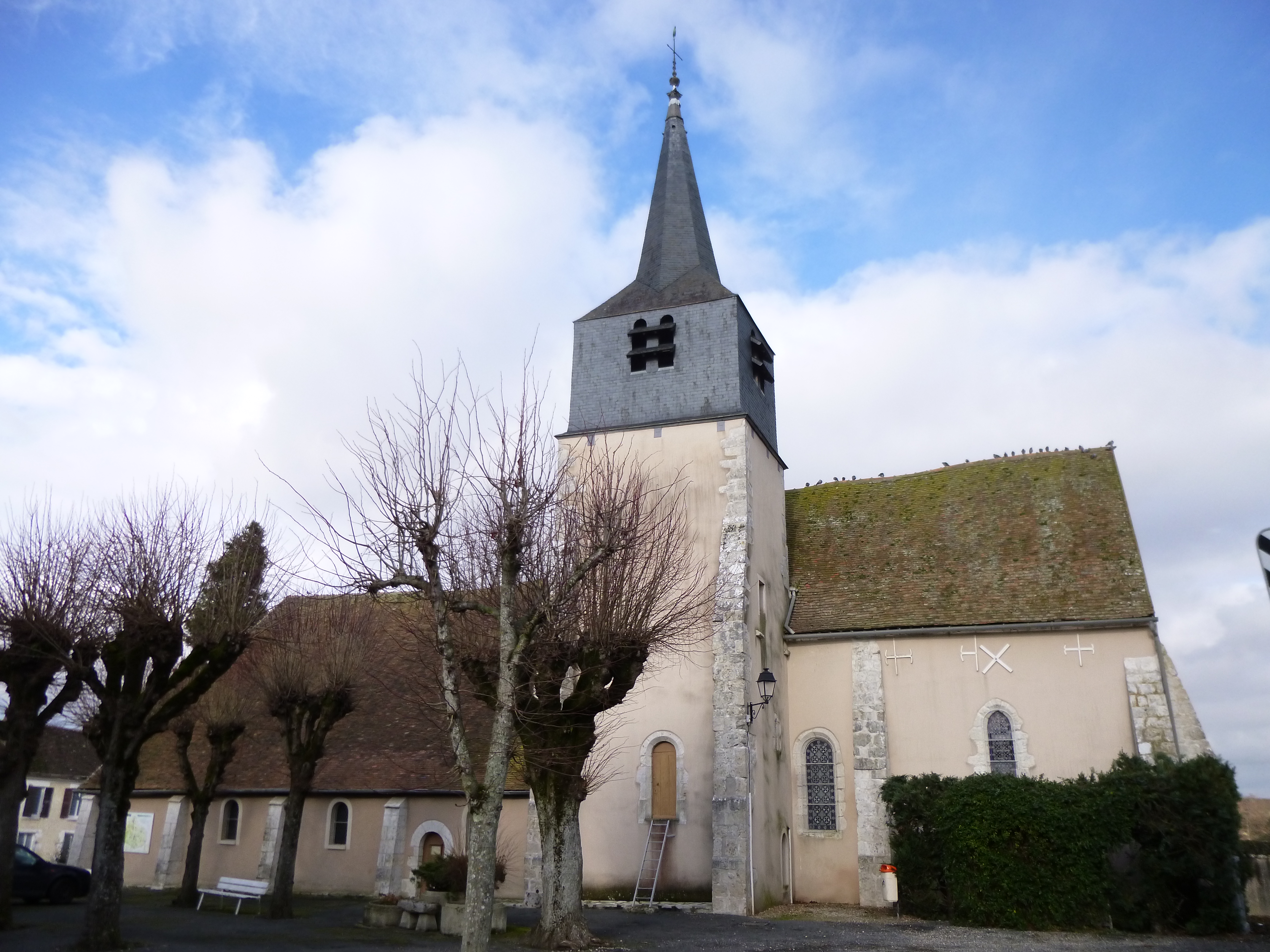
Kirche Saint-Loup-et-Saint-Roch
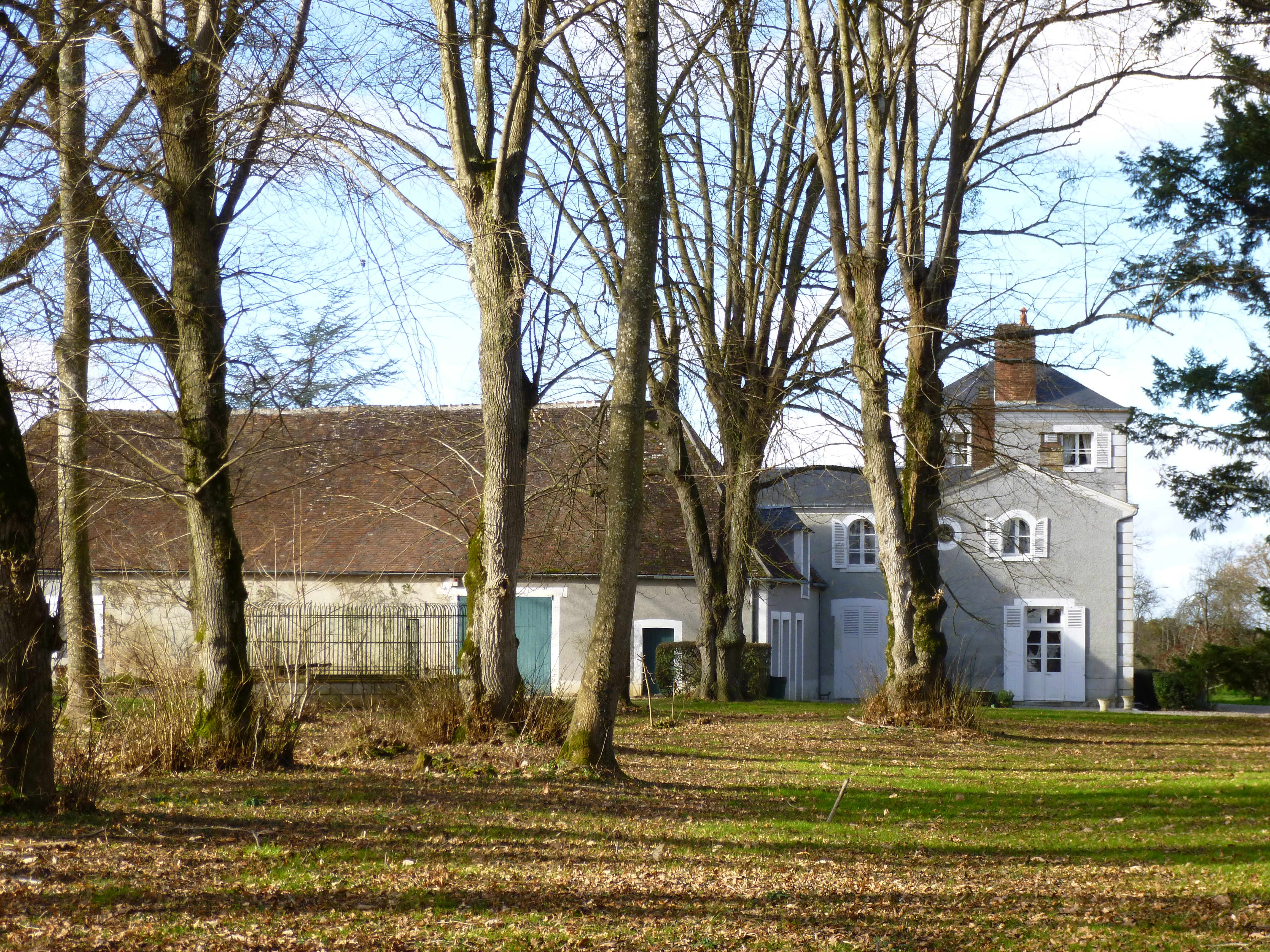
Schloss Les Ballus